# Munroa
Munroa Torr. é um género botânico pertencente à família Poaceae.

## Sinônimos
- Hemimunroa Parodi
- Monroa Torr. (SUO)